# Maílton
Maílton dos Santos de Sá, noto semplicemente come Maílton (Paraíso do Norte, 31 maggio 1998), è un calciatore brasiliano, difensore della Chapecoense in prestito dal Metalist.

## Caratteristiche tecniche
È un terzino destro.

## Carriera
Cresciuto nel settore giovanile del Palmeiras, nel 2018 è stato ceduto in prestito semestrale al Santa Cruz dove ha fatto il suo esordio fra i professionisti in occasione dell'incontro di Copa do Nordeste pareggiato 1-1 contro il CRB del 10 marzo. Rientrato per fine prestito, ha trascorso 6 mesi con la formazione primavera prima di passare a titolo definitivo al Mirassol. Con il club gialloverde ha giocato nel Campionato Paulista e nell'aprile 2019 è stato ceduto in prestito all'Operário-PR fino al termine dell'anno solare. Impostosi come titolare, ha collezionato 4 gol in 28 partite di Série B e nel mese di dicembre è stato acquistato a titolo definitivo dall'Atlético Mineiro.

## Statistiche

### Presenze e reti nei club
Statistiche aggiornate al 9 gennaio 2021.
| Stagione        | Squadra          | Campionato      | Campionato | Campionato | Coppe nazionali | Coppe nazionali | Coppe nazionali | Coppe continentali | Coppe continentali | Coppe continentali | Altre coppe | Altre coppe | Altre coppe | Totale | Totale | Totale |
| Stagione        | Squadra          | Comp            | Pres       | Reti       | Comp            | Pres            | Reti            | Comp               | Pres               | Reti               | Comp        | Pres        | Reti        | Pres   | Reti   |        |
| --------------- | ---------------- | --------------- | ---------- | ---------- | --------------- | --------------- | --------------- | ------------------ | ------------------ | ------------------ | ----------- | ----------- | ----------- | ------ | ------ | ------ |
| 2018            | Santa Cruz       | A1/PE+C         | 0+9        | 0          | CB              | 0               | 0               |                    | -                  | -                  | CDN         | 4           | 0           | 13     | 0      |        |
| 2019            | Mirassol         | A1/SP           | 8          | 0          | CB              | 0               | 0               |                    | -                  | -                  |             | -           | -           | 8      | 0      |        |
| 2019            | Operário-PR      | A1/PR+B         | 0+28       | 4          | CB              | 0               | 0               |                    | -                  | -                  |             | -           | -           | 28     | 4      |        |
| 2020            | Atlético Mineiro | M1/MG+A         | 4+5        | 1+0        | CB              | 1               | 0               | CS                 | 1                  | 0                  |             | -           | -           | 11     | 1      |        |
| 2020            | Coritiba         | A               | 8          | 0          | CB              | -               | -               |                    | -                  | -                  |             | -           | -           | 8      | 0      |        |
| 2021            | Coritiba         | PD/PR           | 0          | 0          | CB              | 0               | 0               |                    | -                  | -                  |             | -           | -           | 0      | 0      |        |
| Totale carriera | Totale carriera  | Totale carriera | 62         | 5          |                 | 1               | 0               |                    | 1                  | 0                  |             | 4           | 0           | 68     | 5      |        |

## Palmarès

### Club

#### Competizioni nazionali
- Campionato Mineiro: 1

Atlético Mineiro: 2020